# Halleluja (Maraire)
Halleluja är en psalm med musik skriven 1965 av Dumisani Maraire.

## Publicerad i
- Psalmer och Sånger 1987 som nummer 859 under rubriken "Psaltarpsalmer och andra sånger ur Bibeln".[1]